# Cometes spinipennis
Cometes spinipennis là một loài bọ cánh cứng trong họ Cerambycidae.